# Herman J. Mankiewicz
Herman Jacob Mankiewicz (ur. 7 listopada 1897 w Nowym Jorku, zm. 5 marca 1953 w Hollywood) – amerykański scenarzysta, pisarz i producent filmowy. Starszy brat reżysera Josepha L. Mankiewicza.
W 1941 zdobył Oscara za oryginalny scenariusz do filmu Obywatel Kane Orsona Wellesa. Łącznie był autorem 95 scenariuszy filmowych. W 2020 David Fincher zrealizował o nim film Mank, w którym rolę główną zagrał Gary Oldman.

## Filmografia

### scenarzysta
- The Pride of St. Louis (1952, scenariusz)

#### lata 40.
- Tajemnica kobiety (1949, scenariusz jego autorstwa)
- The Spanish Main (1945, scenariusz)
- The Enchanted Cottage (1945)
- Christmas Holiday (1944, scenariusz adaptowany)
- See Here, Private Hargrove (1944, niewymieniony w napisach)
- The Good Fellows (1943, na podstawie sztuki jego autorstwa)
- Komedia ludzka (1943, niewymieniony w napisach)
- Gotowi do akcji (1942, scenariusz)
- Duma Jankesów (1942, scenariusz)
- This Time for Keeps (1942, charakterystyka postaci)
- Rise and Shine (1941, scenariusz)
- Obywatel Kane (1941, oryginalny scenariusz)
- The Wild Man of Borneo (1941, na podstawie sztuki jego autorstwa)
- Keeping Company (1940, oryginalna historia)
- Towarzysz X (1940, niewymieniony w napisach)
- The Ghost Comes Home (1940, współautor)

#### lata 30.
- Czarnoksiężnik z Oz (1939, współautor)
- Świat jest piękny (1939, na podstawie oryginalnej historii jego autorstwa)
- Życie we dwoje (1937, niewymieniony w napisach)
- My Dear Miss Aldrich (1937, oryginalna historia i scenariusz)
- Świecznik królewski (1937, niewymieniony w napisach)
- Byłam szpiegiem (1937)
- John Meade's Woman (1937, scenariusz)
- The Three Maxims (1936, adaptacja, scenariusz)
- San Francisco (1936, niewymieniony w napisach)
- Suzy (1936, niewymieniony w napisach)
- Love in Exile (1936)
- The Perfect Gentleman (1935, niewymieniony w napisach)
- Rendezvous (1935, niewymieniony w napisach)
- It's in the Air (1935, niewymieniony w napisach)
- Morderca (1935, niewymieniony w napisach)
- Eskapada (1935)
- Kłopoty milionerów (1935, scenariusz)
- Stamboul Quest (1934, scenariusz)
- Szpieg nr 13 (1934, niewymieniony w napisach)
- Come on Marines! (1934, niewymieniony w napisach)
- The Show-Off (1934, scenariusz)
- Meet the Baron (1933, fabuła)
- Kolacja o ósmej (1933, scenariusz)
- Another Language (1933, pisarz)
- Fast Workers (1933, niewymieniony w napisach)
- Girl Crazy (1932, adaptacja)
- Dancers in the Dark (1932, scenariusz)
- Eskadra straceńców (1932, dodatkowe dialogi)
- Dude Ranch (1931, niewymieniony w napisach)
- Ladies' Man (1931, scenariusz)
- Man of the World (1931, scenariusz, fabuła)
- Jede Frau hat etwas (1931, adaptacja)
- Salga de la cocina (1931, adaptacja)
- Królewska rodzina Broadwayu (1930, adaptacja)
- Laughter (1930)
- Love Among the Millionaires (1930, dodatkowe dialogi)
- Poskromienie flirciarki (1930, dialogi)
- Damy kochają brutali (1930, scenariusz)
- Honey (1930, scenariusz, napisy)
- Men Are Like That (1930, adaptacja)
- Król włóczęgów (1930, adaptacja/dodatkowe dialogi)

#### lata 20.
- The Mighty (1929, napisy)
- Fast Company (1929, niewymieniony w napisach)
- U wrót śmierci (1929, adaptacja)
- The Man I Love  (1929, dialogi, scenariusz, fabuła)
- The Dummy (1929, pisarz)
- The Canary Murder Case (1929, napisy wersji niemej)
- The Love Doctor (1929, teksty)
- Trzy weekendy (1928, teksty)
- Lawina (1928, scenariusz i teksty)
- Moran of the Marines (1928, niewymieniony w napisach)
- Take Me Home (1928, teksty)
- The Barker (1928, teksty)
- The Water Hole (1928, teksty)
- The Big Killing (1928, teksty)
- The Magnificent Flirt (1928, teksty)
- Dragnet (1928, teksty)
- His Tiger Wife (1928, teksty)
- Abie's Irish Rose (1928, teksty)
- A Night of Mystery (1928, teksty)
- Something Always Happens (1928, teksty)
- Ostatni rozkaz (1928, teksty)
- Gentlemen Prefer Blondes (1928, teksty)
- Love and Learn (1928, teksty)
- Serenade (1927, niewymieniony w napisach)
- Two Flaming Youths (1927, teksty)
- The Gay Defender (1927, teksty)
- Honeymoon Hate (1927, teksty)
- The Spotlight (1927, teksty)
- The City Gone Wild (1927, teksty)
- Figures Don't Lie (1927, teksty)
- A Gentleman of Paris (1927, teksty)
- Fashions for Women (1927, adaptacja)
- Stranded in Paris (1926, adaptacja)
- Postrach Singapuru (1926, fabuła)

### producent
- Tajemnica kobiety (1949)
- Kacza zupa (1933)
- Końskie pióra (1932)
- Million Dollar Legs (1932)
- Małpi interes (1931)